# Johann Christoph Faber
Johann Christoph Faber (* 6. April 1669; † 16. Oktober 1744) war ein deutscher Komponist des Barock, Organist und Orgelbauer.

## Leben
Johann Christoph Faber war der Sohn des Organisten, Orgelbauers und Lehrers in Weißenburg, Johann Georg Faber (* um 1640; † 1716). Sein Wirkungskreis reichte über die Stadt Weißenburg hinaus, wo er nach dem Tode seines Vaters auch als Organist tätig war. Er war ebenfalls in Crailsheim als Organist bekannt und unterstützte den bedeutenden Orgelbauer Johann Georg Allgeyer beim Bau der neuen Orgel der Johanneskirche (Crailsheim). Hieraus erwuchs eine langjährige Bekanntschaft zwischen Faber und Allgeyer, der wiederum später einen Auftrag für die Erneuerung der Orgel der Stadtkirche in Weißenburg erhielt.
Johann Christoph Faber komponierte auch für das Fürstenhaus Oettingen-Oettingen.
Man vermutet, dass seine Komposition L.U.D.O.V.I.C.U.S für eine Festlichkeit im August 1729 entstand – zu Ehren Ludwig Rudolfs von Braunschweig-Wolfenbüttel, welcher mit  Christine Luise von Oettingen-Oettingen verheiratet war, so dass zwischen den Fürstenhäusern eine verwandtschaftliche Verbindung bestand.

## Werke (Auswahl)
- Suite G-Dur für 2 Violinen und Violoncello (oder Bratsche) – oder instrumentiert für 3 Violinen
- Konzert „L.U.D.O.V.I.C.U.S.“ in C-Dur für Trompete und Klavier/Cembalo – oder instrumentiert für Trompete, 2 Violinen, Bratsche und Basso Continuo
- Partita F-Dur für 3 Blockflöten
- Partita C-Dur für 3 Blockflöten (oder 2 Violinen und Viola)
- Partita für Blockflöten in der Besetzung mit  2 Sopran- und 1 Alt- (oder Tenor-)flöte
- Partita für 3 Gitarren
- Abschiedsmusik für den Grafen Oettingen-Oettingen